# Staatseiland
Staatseiland (En.: Staats Island) is een van de Falklandeilanden. Het ligt tussen Beavereiland en Weddelleiland, parallel aan Tea Island.
Het eiland is bekend om de er overvloedig voorkomende Patagonische vossen en guanaco's. De introductie van guanaco's heeft geleid tot overbegrazing terwijl de invoer van de Argentijnse vossen een negatief effect had op de vogelstand. Er is een bestrijdingsprogramma om dit en andere eilanden van de vos te ontdoen.
Dieren die inheems zijn op het onbewoonde eiland zijn onder andere de Magelhaenpinguïn en andere soorten zeevogels.